# Chapelle Saint-Julien-et-Sainte-Basilisse de Villanière
La chapelle Saint-Julien-et-Sainte-Basilisse de Villanière  est un édifice religieux  situé en France sur la commune de Villanière, dans le département de l'Aude en région Occitanie

## Description

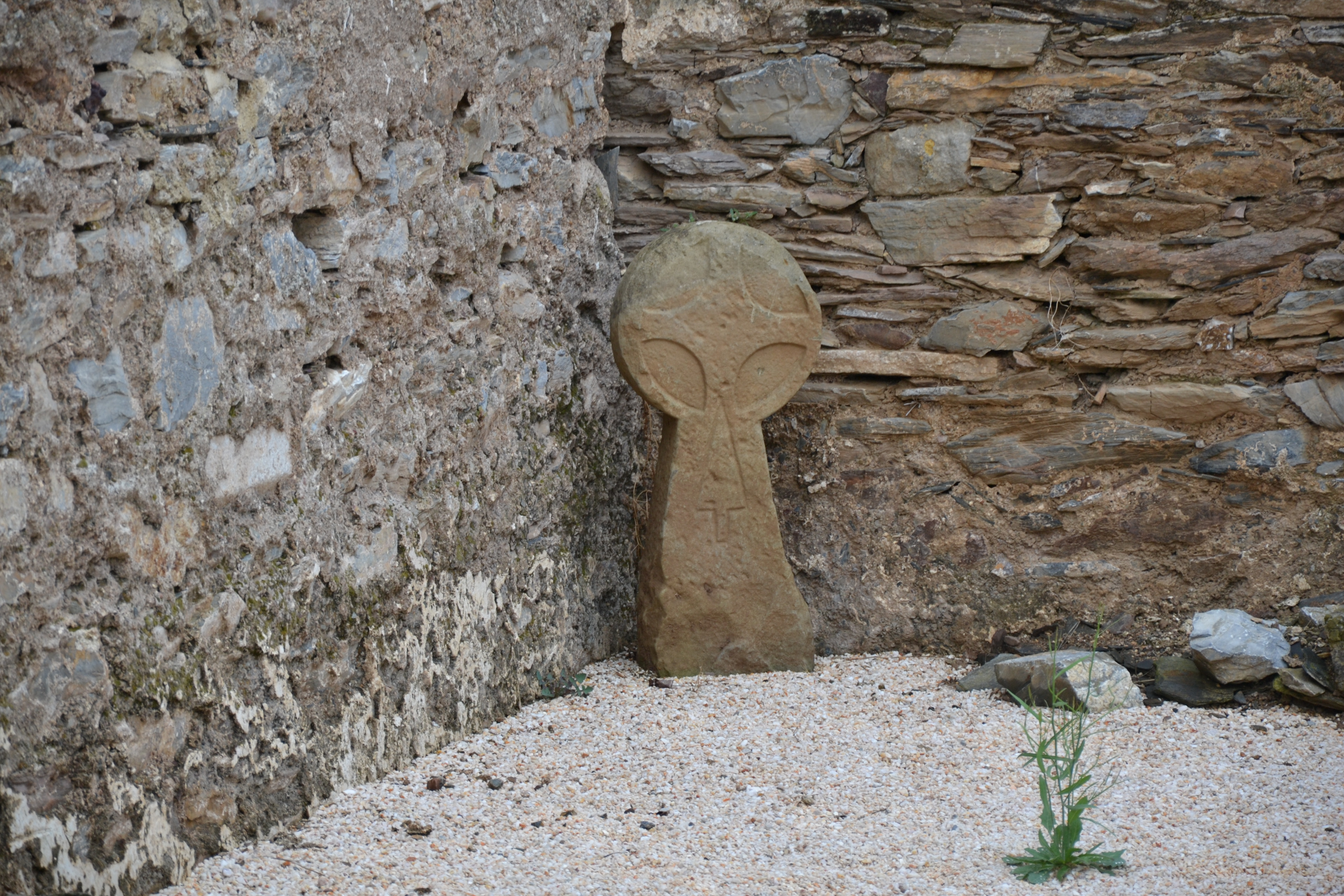
Croix discoïdale

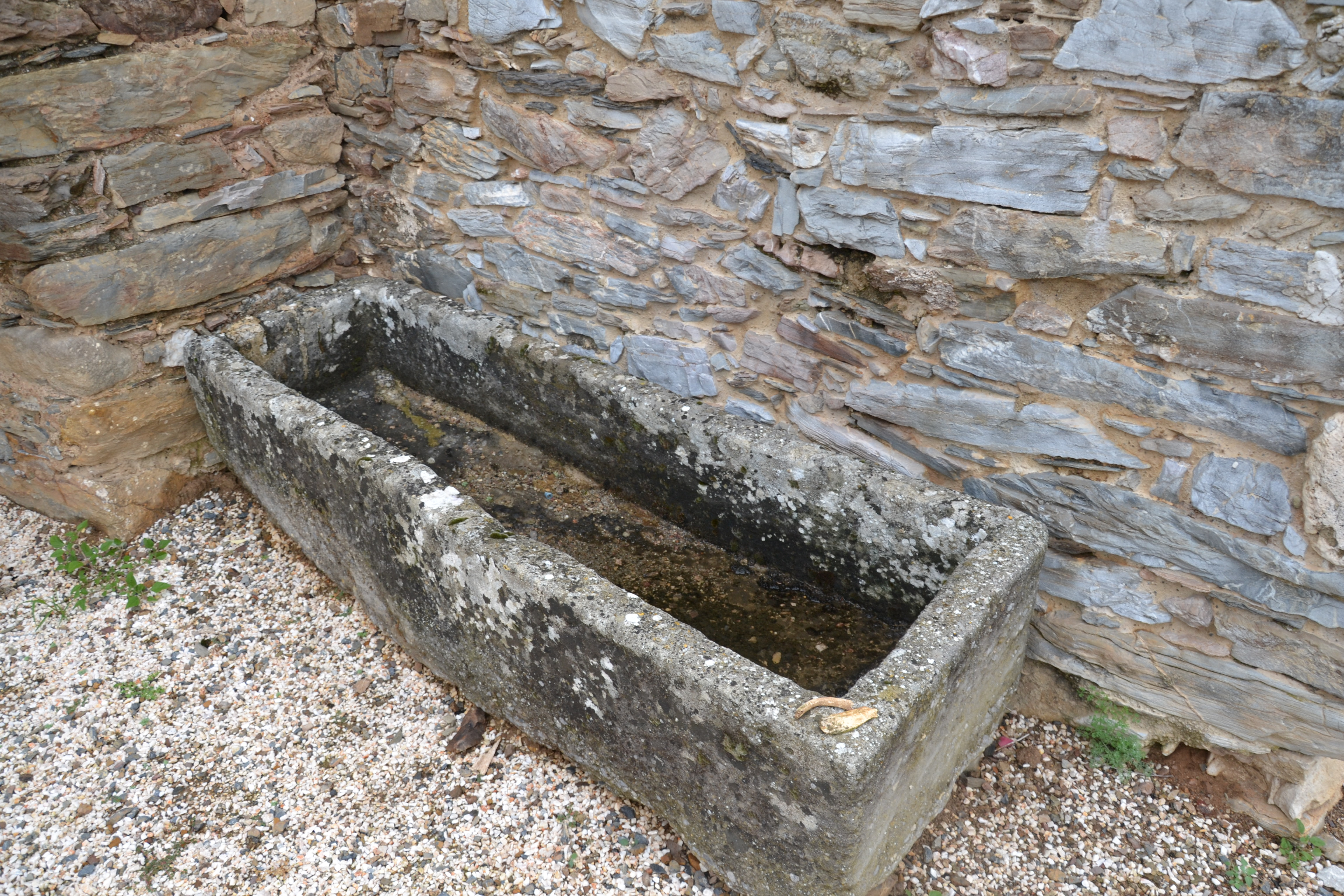
Sarcophage

L’édifice actuel a été récemment consolidé dans son état de ruine. 
Il comprend une abside semi-circulaire, une nef  rectangulaire et une petite chapelle située au sud. L’ensemble date vraisemblablement du bas moyen âge (XIVe siècle). Mais quelques éléments plus anciens existent encore sous le mur de l’abside et dans la nef à hauteur de la petite chapelle ; ils pourraient dater de l’époque préromane : IXe siècle - Xe siècle.
On peut aussi observer une croix discoïdale découverte sur le site et conservée à l’intérieur de la nef ainsi qu’un sarcophage (non originaire du site) posé près de la grille d’entrée de la chapelle.

## Localisation
La chapelle est située à proximité de la route départementale D 411 à mi-chemin entre Salsigne et Villanière.

## Historique
Cette chapelle est l’un des premiers édifices religieux bâtis dans le Cabardès. Elle pourrait  remonter au VIe siècle, à la période wisigothique. Elle est en effet dédiée à Saint-Julien et à Sainte-Basilisse qui occupaient une place importante dans la liturgie de cette époque. Elle témoigne de la christianisation progressive qui s’est opérée, à partir des voies romaines existantes, vers l’intérieur de la Montagne Noire. 
Avant le XIIe siècle, cet édifice était beaucoup plus qu’une simple chapelle ; il s’agissait de  l’église paroissiale des trois communautés de Villanière, Salsigne et Lastours. Trois chemins reliaient d’ailleurs le site aux trois villages. Le cimetière qui entoure l’édifice comprenait trois quartiers correspondant à chacun des villages et séparés par des murets. 
On ne dispose que de très peu d’informations sur les périodes suivantes.
L’existence d’un ermitage attenant à l’église est cependant signalée au XVIIe siècle et XVIIIe siècle. 
L’église a été en partie détruite à la fin du XVIIIe siècle et les dégradations se poursuivirent au cours du XIXe siècle.
Des travaux de consolidation entrepris par la commune de Villanière et par l’association de sauvegarde du patrimoine culturel de Villanière et Salsigne à partir de 1998 ont heureusement permis de sauvegarder durablement ces vestiges, témoins d’une période charnière de l’histoire du Cabardès.